# Amblyjoppa magna
Amblyjoppa magna är en stekelart som först beskrevs av Cresson 1865.  Amblyjoppa magna ingår i släktet Amblyjoppa och familjen brokparasitsteklar. Inga underarter finns listade i Catalogue of Life.